# Etilenoglicol (dados químicos)
Esta página providencia dados químicos suplementares sobre etileno glicol.

## Material Safety Data Sheet
O manuseamento deste produto químico pode requerer precauções de segurança notáveis. É fortemente recomendado que consulte o MSDS deste produto de uma fonte fiável, como o SIRI e que siga as suas instruções. O MSDS do etileno glicol encontra-se disponível em Mallinckrodt Baker.

## Estrutura e propriedades
| Estrutura e propriedades   | Estrutura e propriedades |
| -------------------------- | ------------------------ |
| Índice de refracção, nD    | 1,4318 a 20 °C           |
| Número Abbe                | ?                        |
| Constante dieléctrica, εr  | 37,4 ε0 a 25 °C          |
| Força de ligação           | ?                        |
| Comprimento de ligação     | ?                        |
| Ângulo de ligação          | ?                        |
| Susceptibilidade magnética | ?                        |
| Tensão superficial         | 47,7 dyn/cm a 20 °C      |
| Viscosidade                | 17,33 mPa·s a 25 °C      |

## Propriedades termodinâmicas
| Comportamento de fases                               | Comportamento de fases |
| ---------------------------------------------------- | ---------------------- |
| Ponto triplo                                         | 256 K (−17 °C), ? Pa   |
| Ponto crítico                                        | 720 K (447 °C) 8,2 MPa |
| Variação da entalpia padrão de fusão, ΔfusHo         | 9,9 kJ/mol             |
| Variação da entropia padrão de fusão, ΔfusSo         | 38,2 J/(mol·K)         |
| Variação da entalpia padrão de vaporização, ΔvapHo   | 65,6 kJ/mol            |
| Variação da entropia padrão de vaporização, ΔvapSo   | ? J/(mol·K)            |
| Propriedades do sólido                               |                        |
| Variação da entalpia padrão de formação, ΔfHosólido  | ? kJ/mol               |
| Entropia molar padrão, Sosólido                      | ? J/(mol K)            |
| Capacidade calorífica, cp                            | ? J/(mol K)            |
| Propriedades do líquido                              |                        |
| Variação da entalpia padrão de formação, ΔfHolíquido | −460 kJ/mol            |
| Entropia molar padrão, Solíquido                     | 166,9 J/(mol·K)        |
| Capacidade calorífica, cp                            | 149,5 J/(mol·K)        |
| Propriedades do gás                                  |                        |
| Variação da entalpia padrão de formação, ΔfHogás     | −394,4 kJ/mol          |
| Entropia molar padrão, Sogás                         | 311,8 J/(mol·K)        |
| Capacidade calorífica, cp                            | 78 J/(mol·K) at 25 °C  |

## Pressão de vapor do líquido
| P em mm Hg | P em mm Hg | 1    | 10   | 40    | 100   | 400   | 760   |
| T em °C    | T em °C    | 53,0 | 92,1 | 120,0 | 141,8 | 178,5 | 197,3 |

Dados obtidos do CRC Handbook of Chemistry and Physics, 44th ed.

## Ponto de solidificação de soluções aquosas
| % etileno glicol por volume | % etileno glicol por volume | 5     | 10    | 15    | 20    | 25    | 30    | 35    | 40    | 45    | 50    |
| Ponto de solidificação °C   | Ponto de solidificação °C   | –1,1  | –2,2  | –3,9  | –6,7  | –8,9  | –12,8 | –16,1 | –20,6 | –26,7 | –33,3 |
| Gravidade específica d15,6° | Gravidade específica d15,6° | 1,004 | 1,006 | 1,012 | 1,017 | 1,020 | 1,024 | 1,028 | 1,032 | 1,037 | 1,040 |

Tabela obtida de Lange's Handbook of Chemistry, 10th ed. A gravidade específica é em referência à água a 15,6 °C.
Ver também «Typical Freezing and Boiling Points of Aqueous Solutions of DOWTHERM SR-1 and DOWTHERM-SR4000» (PDF). Dow Chemical. Consultado em 13 de Junho de 2007. Arquivado do original (PDF) em 27 de setembro de 2007

## Dados de destilação
| Equilíbrio vapor-líquido para etileno glicol/água P = 760 mmHg |                    |                    |
| BP Temp. °C                                                    | % por mole de água | % por mole de água |
| BP Temp. °C                                                    | líquido            | vapor              |
| 110,00                                                         | 79,8               | 99,3               |
| 116,40                                                         | 61,3               | 98,5               |
| 124,30                                                         | 55,9               | 97,7               |
| 124,50                                                         | 55,3               | 97,6               |
| 126,00                                                         | 48,2               | 97,1               |
| 128,10                                                         | 42,6               | 96,3               |
| 129,50                                                         | 41,1               | 96,2               |
| 130,50                                                         | 38,8               | 95,5               |
| 131,20                                                         | 36,5               | 95,2               |
| 135,20                                                         | 28,9               | 92,6               |
| 136,00                                                         | 28,3               | 92,4               |
| 138,00                                                         | 24,1               | 90,9               |
| 142,50                                                         | 21,6               | 88,7               |
| 149,00                                                         | 17,8               | 85,2               |
| 158,10                                                         | 12,9               | 77,6               |
| 167,40                                                         | 10,2               | 70,6               |
| 178,60                                                         | 6,5                | 56,3               |
| 184,20                                                         | 3,4                | 37,9               |

| Equilíbrio vapor-líquido para etileno glicol/metanol P = 760 mmHg |                       |                       |
| BP Temp. °C                                                       | % por mole de metanol | % por mole de metanol |
| BP Temp. °C                                                       | líquido               | vapor                 |
| 66,70                                                             | 93,0                  | 99,9                  |
| 73,20                                                             | 82,1                  | 99,8                  |
| 79,60                                                             | 66,4                  | 99,7                  |
| 84,70                                                             | 53,0                  | 99,3                  |
| 90,20                                                             | 45,7                  | 99,0                  |
| 93,80                                                             | 40,6                  | 98,5                  |
| 101,40                                                            | 36,3                  | 97,9                  |
| 102,70                                                            | 35,6                  | 97,5                  |
| 104,90                                                            | 32,2                  | 96,7                  |
| 105,10                                                            | 22,7                  | 94,6                  |
| 109,90                                                            | 21,2                  | 93,3                  |
| 113,00                                                            | 19,5                  | 92,3                  |
| 121,50                                                            | 13,7                  | 86,4                  |
| 149,60                                                            | 10,3                  | 74,6                  |
| 157,50                                                            | 4,6                   | 51,5                  |
| 166,30                                                            | 3,6                   | 42,0                  |
| 175,20                                                            | 2,5                   | 30,4                  |
| 183,50                                                            | 1,4                   | 18,1                  |
| 189,10                                                            | 0,5                   | 6,8                   |

## Dados espectrais
| UV-Vis                              | UV-Vis |
| ----------------------------------- | ------ |
| λmax                                | ? nm   |
| Absorbtividade molar, ε             | ?      |
| IV                                  |        |
| Principais bandas de absorção       | ? cm−1 |
| RMN                                 |        |
| Ressonância magnética de protão     |        |
| Ressonância magnética de carbono-13 |        |
| Outros dados de RMN                 |        |
| MS                                  |        |
| Massas dos principais fragmentos    |        |